# أرسفينامين
 الأرسفينامين  هو مركب كيميائي من مركبات الزرنيخ العضوية، وهو أول عقار استخدم لعلاج مرض الزهري حيث عرف تحت اسم سلفرسان. يتكون المركب كيميائياً من هيدروكلوريد 3،3′-ثنائي أمينو-4،4′-ثنائي هيدروكسي-زرنيخ البنزين.

## التاريخ
قام العالم الألماني باول إرليش بإجراء أبحاثه على مركبات الزرنيخ العضوية انطلاقاً من مركب الأتوكسيل، الذي ذكره روبرت كوخ في تقاريره أنه فعال ضد داء المثقبيات الأفريقي. حضر ما يزيد على 600 مركب من مركبات الزرنيخ العضوية في مختبرات إرليش بناء على فكرة أن إحد مركبات الزرنيخ يمكن أن يكون له تأثيراً وفعالية ضد الميكروبات.
يعد ساهاشيرو هاتا Sahachiro Hata، الباحث في مختبرات إرليش أول من اكتشف فعالية الأرسفينامين تجاه مرض الزهري وذلك عام 1909. سمي المركب أول ما اكتشفت فعاليته باسم 606، إذ أنه كان المركب السادس من المجموعة السادسة من المركبات التي كانت ستخضع للتجريب، إلا أنه سوق تجارياً من قبل شركة هوكست Hoechst تحت اسم سلفرسان Salvarsan عام 1910. كان العقار يباع على شكل مسحوق بلوري أصفر اللون، له قابلية استرطاب عالية، وله عدم ثباتية واضحة عند نعرضه للهواء. فلذلك كانت طريقة إعطائه معقدة بعض الشيء، مما دفع إرليش إلى تحضير مشتقات أخرى من السلفرسان لها ثباتية أكير مثل نيوسلفرسان Neosalvarsan وسولو سلفرسان Solu-Salvarsan، إلا أن لها فعالية أقل نسبياً. كانت لهذه المركبات الزرنيحية آثار جانبية، إلى أن حل محلها البنسلين في أربعينيات القرن العشرين.
كانت الأبحاث التي قام بها إرليش وفريقه على الأرسفينامين أول مجموعة عمل منظمة تقوم بالبحث عن مركب رائد Lead compound له تأثيرات حيوية من خلال تعديلات وتحويرات كيميائية ممنهجة، والتي تمثل أساس الأبحاث الدوائية الحديثة. استمر هاتا في أبحاثه على مركبات شبيهة بالأرسفينامين وذلك في موطنه اليابان بعد مغاردته لمختبرات إرليش.

مشتقات السلفرسان
نيو-سلفرسان
سولو-سلفرسان

## البنية
كان يعتقد ولوقت راهن أن الأرسفينامين عبارة عن ثنائي وحدات تكون فيه رابطة مضاعفة من الزرنيخ As=As. في عام 2005، بينت مجموعة بحث من خلال تقنية مطيافية الكتلة أن البنية الحقيقية عبارة عن مزيج من ثلاثي وحدات وخماسي وحدات تشكل فيها ذرات الزرنيخ حلقة بروابط أحادية.

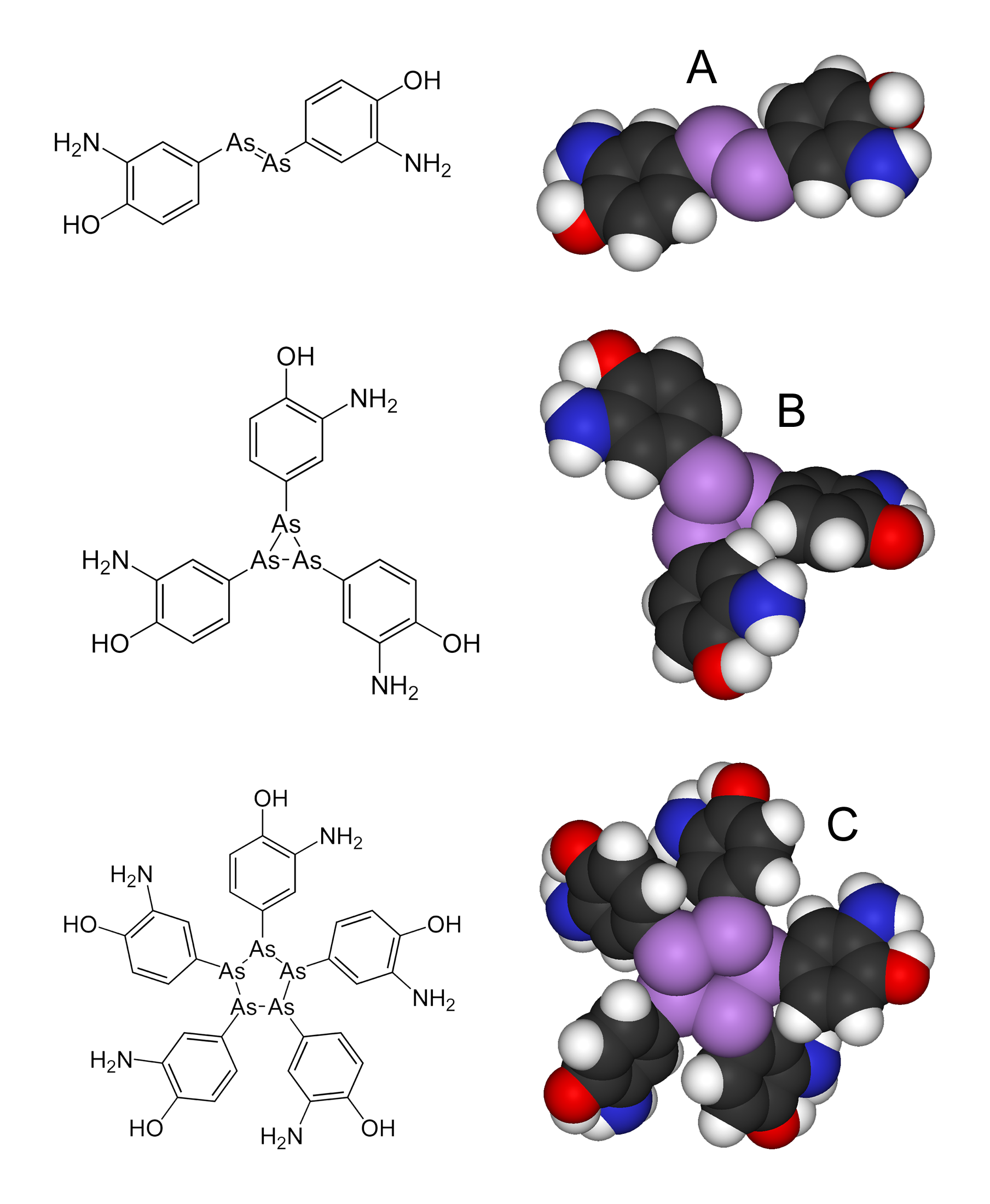
بنية الأرسفينامين حسب إرليش (A)، والبنية حسب الدراسات الحديثة عبارة عن مزيج من ثلاثي وحدات (B) وخماسي وحدات (C)